# Украјински јеврејски комитет
Украјински јеврејски комитет је организација смештена у Кијеву и представља украјинске Јевреје. Њен генерални директор је Едуард Долински, а њен председник је украјински посланик Олександр Фелдман.